# E612
La ruta europea E612 és una carretera que forma part de la Xarxa de carreteres europees. Comença a Torí (Itàlia) i finalitza a Ivrea (Itàlia). Té una longitud de 55 km. Té una orientació de sud a nord.